# 手語翻譯
手語翻譯（英語：Sign language interpretation）是指翻譯員以手語、口語為交流手段，為聾人和健聽人士之間進行傳譯服務。

## 歷史
根據香港中文大學手語及聾人研究中心資料顯示，以前的香港聾人群體並沒有一套有系統的手語，他們自創一些動作，再輔以肢體動作來與別人溝通，直至後來有一對上海聾人夫婦來港，自資成立華僑聾啞學校教授手語。
手語有語法、有詞彙；因歷史文化的演變，更發展出獨特的語言系統。在1960年代，香港已發展出一套手語。
聾人機構「龍耳」的手語翻譯員指出，香港現時流通的手語主要有兩種，一種是中文手語，意思是直接將整句句字，逐一逐一地順序打出，而另一種是自然手語，以「重點放在前，問句量詞放在後」為原則，方便以視覺作主要接收訊息的聾人迅速明白說話的內容。
根據香港統計處資料，香港有15萬5千多位聾人及弱聽，當中有部份是以手語作溝通，但手語翻譯員卻只有50多名，出現人手緊絀的情況。

## 工作內容
- 為聾人提供將口語翻譯成手語的服務
- 為健聽人士提供將手語翻譯成口語的服務
- 直接用手語和聾人進行交流

## 入職要求
香港社會服務聯會、香港復康聯會和勞工及福利局康復諮詢委員會於2015年共同設立《香港手語翻譯員名單》，列載在香港可提供手語翻譯服務的人士。手語翻譯員只要在申請日起計，過去兩年內提供不少於200小時的手語翻譯服務，並持有由受僱機構簽發的證明文件，便可把個人資料加入此名單中，與註冊的翻譯員看齊，為聾人提供翻譯服務。
現時列載《香港手語翻譯員名單》的手語翻譯員包括︰
- 邵日贊
- 黃惠蘭
- 馬芬燕
- 黎敏聰
- 程冬瑤

## 職業慨況
時薪大約HK$150至HK$450，視乎服務的類別和不同機構的制度而定。
出路︰
- 受聘於聾人機構或以聾人為服務對象的社區中心
- 為法庭提供兼職傳譯服務
- 於電視台及電子媒體不定期協助翻譯節目
- 於求職機構協助聾人求職。

## 外部連結
- 《香港手語翻譯員名單》官網